# Temple de Khnoum (Esna)
Pour les articles homonymes, voir Temple de Khnoum.
Le temple de Khnoum à Esna est un temple égyptien dédié au culte de Khnoum, Heka et Neith.
La construction de ce temple commença sous Ptolémée VIII et se termina durant la domination romaine, sous le commandement de Claude puis de Marc Aurèle.
Il fut visité par Champollion en 1828. Il servait alors d'entrepôt de coton.

## Fouilles
Auguste Mariette a fouillé une partie du temple : la salle hypostyle, située à l'entrée, la dernière à avoir été construite. Les textes et les images gravées fournissent des détails des pratiques religieuses locales ; des hymnes à Khnoum y sont inscrits.
Cette salle mesure 33 × 16,5 mètres. Elle comporte vingt-quatre grandes colonnes de treize mètres de haut,. Le reste est encore sous terre, sous des édifices, et soumis aux crues annuelles du Nil.

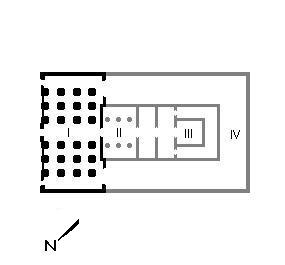
En noir : : La salle hypostyle fouillée
En gris : la partie du temple toujours sous terre.
II : salle hypostyle / III : Le naos / IV : La galerie

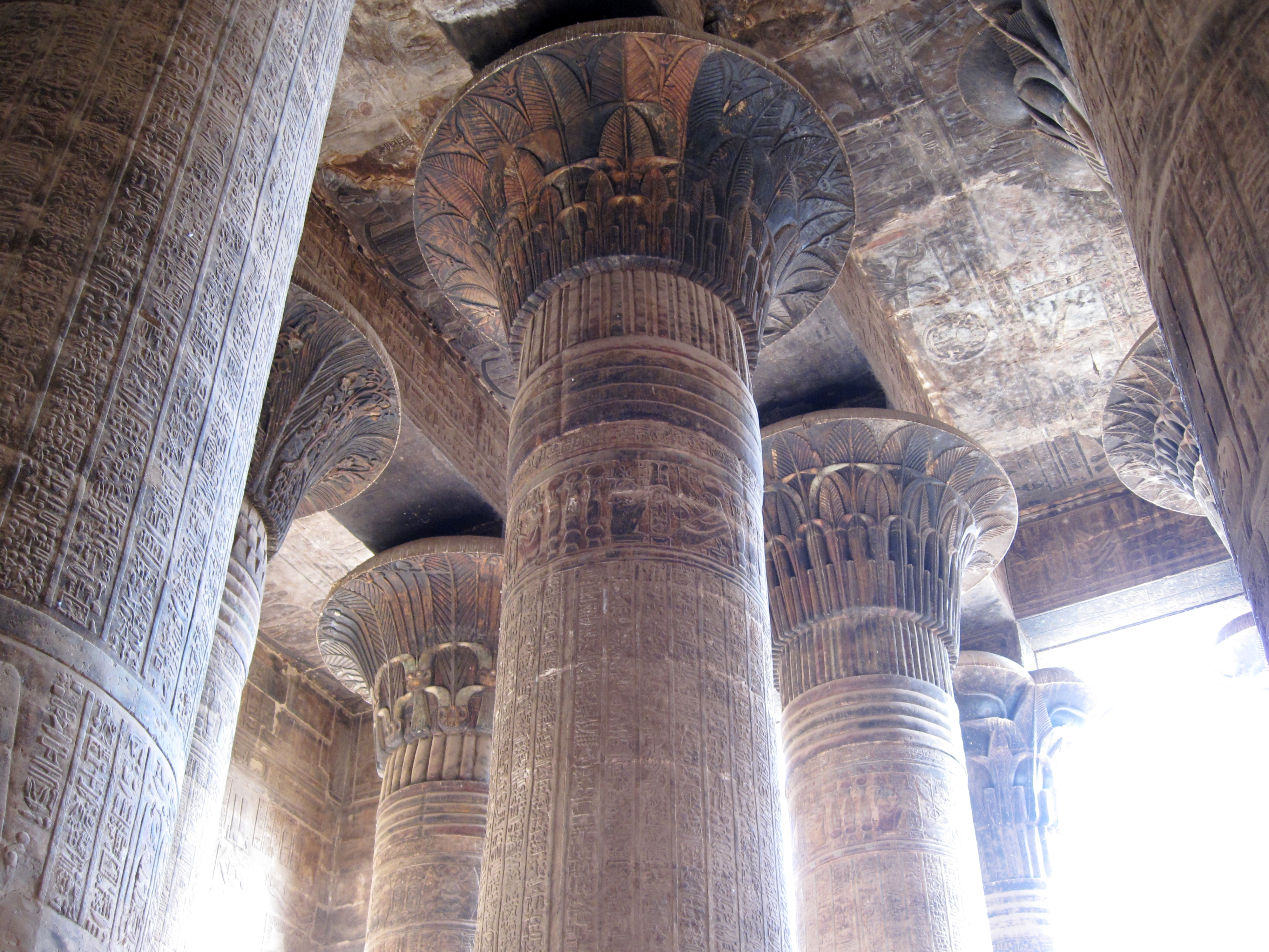
La salle hypostyle
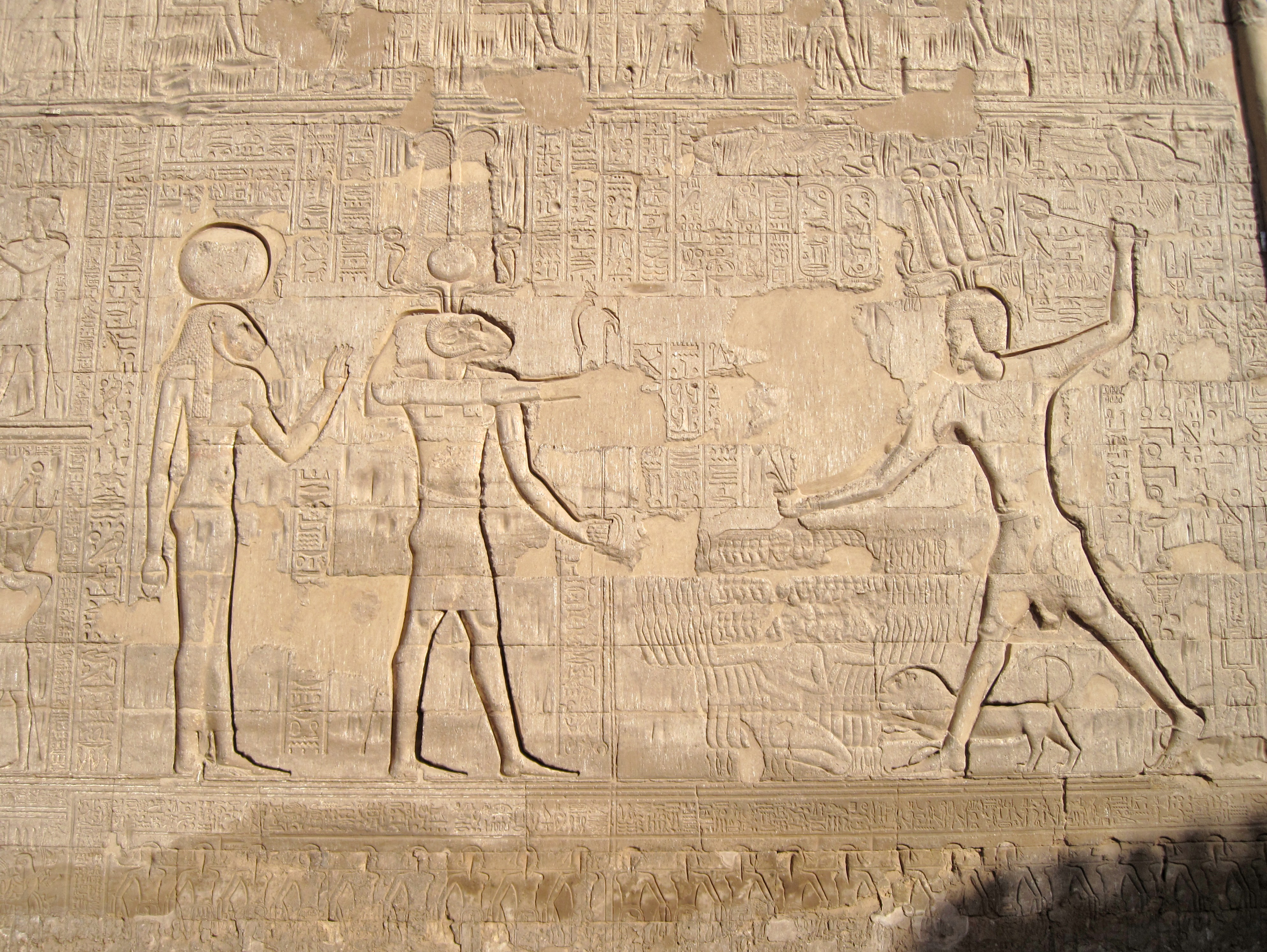
Bas-reliefs
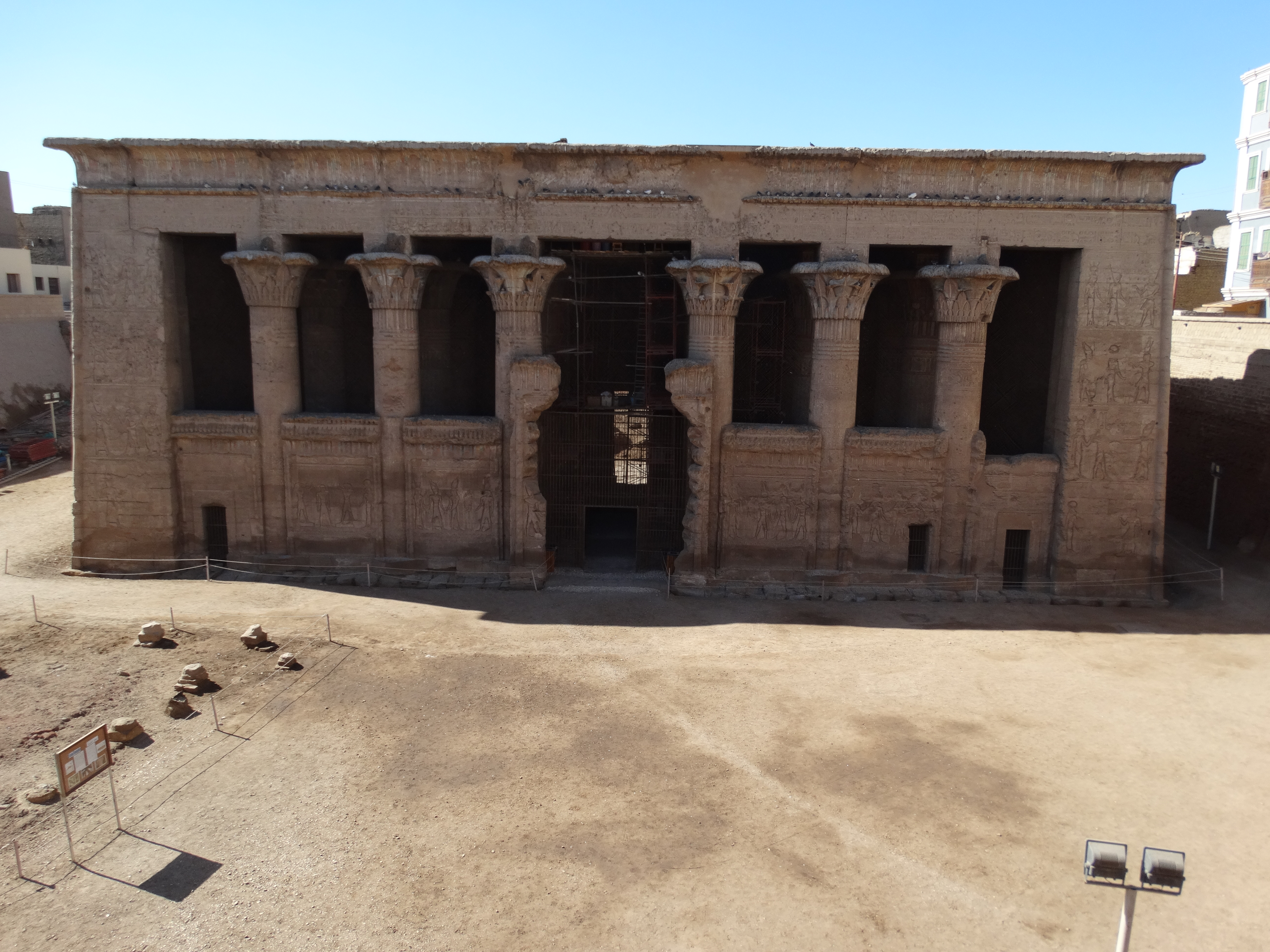
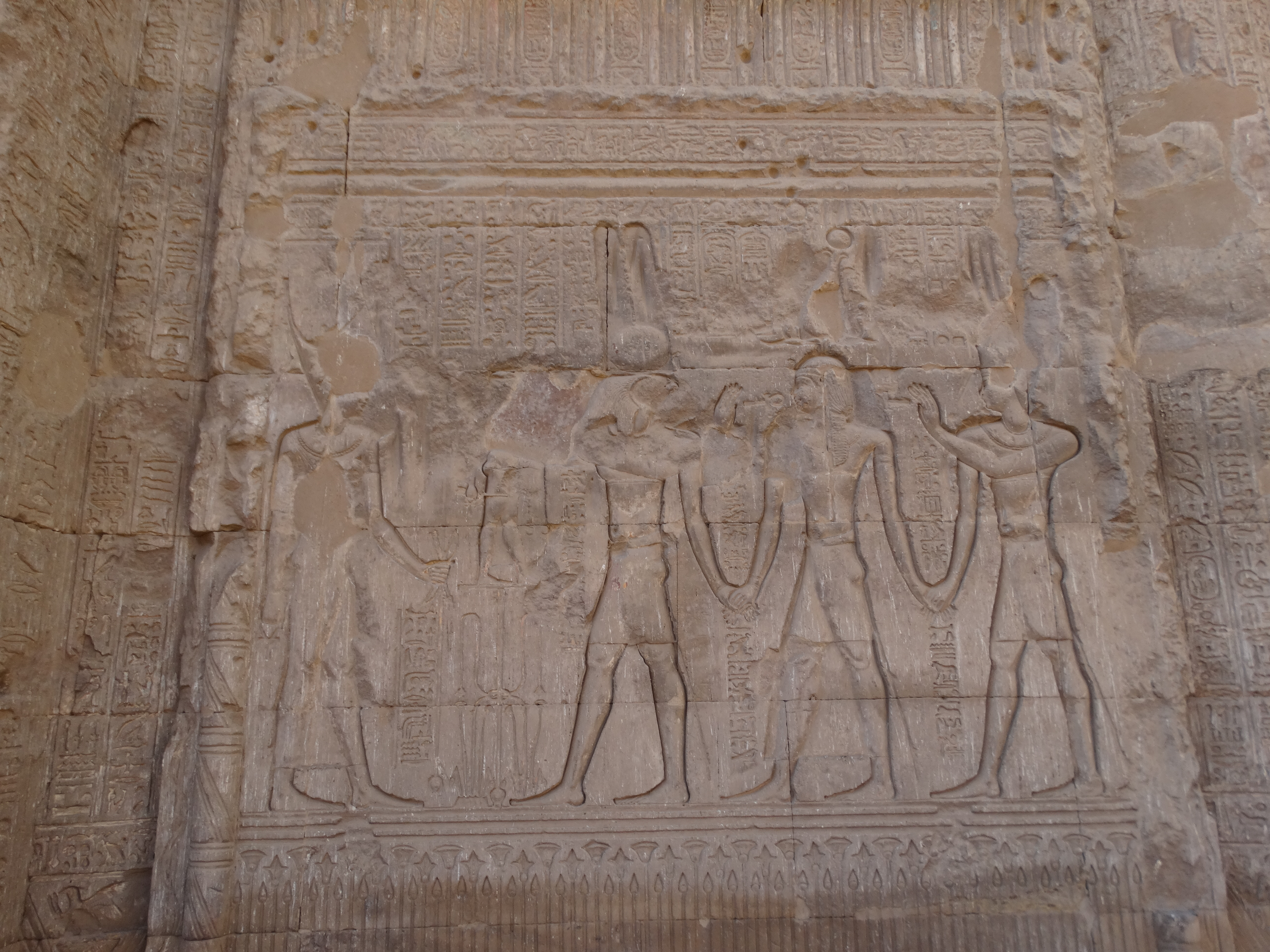
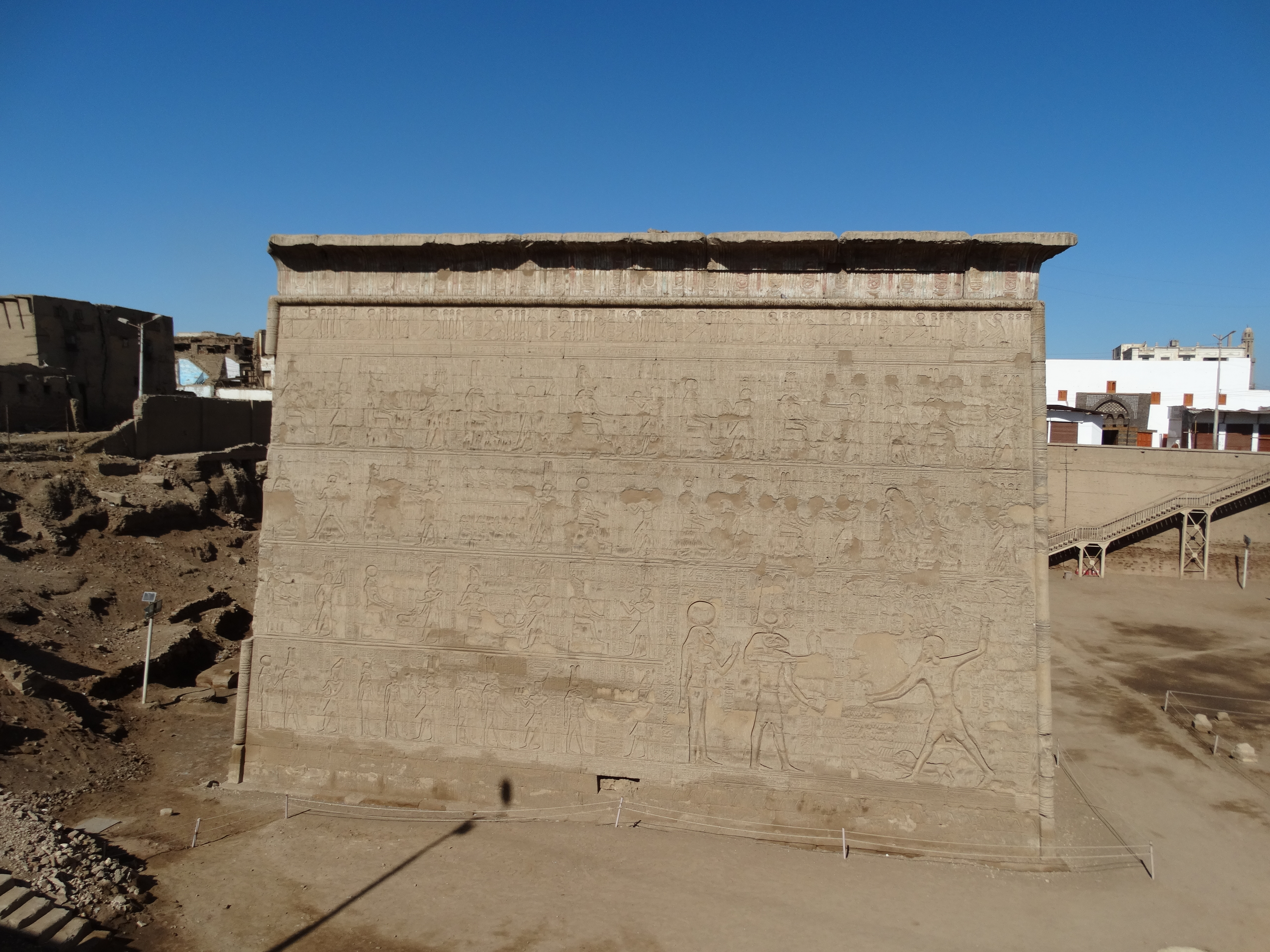
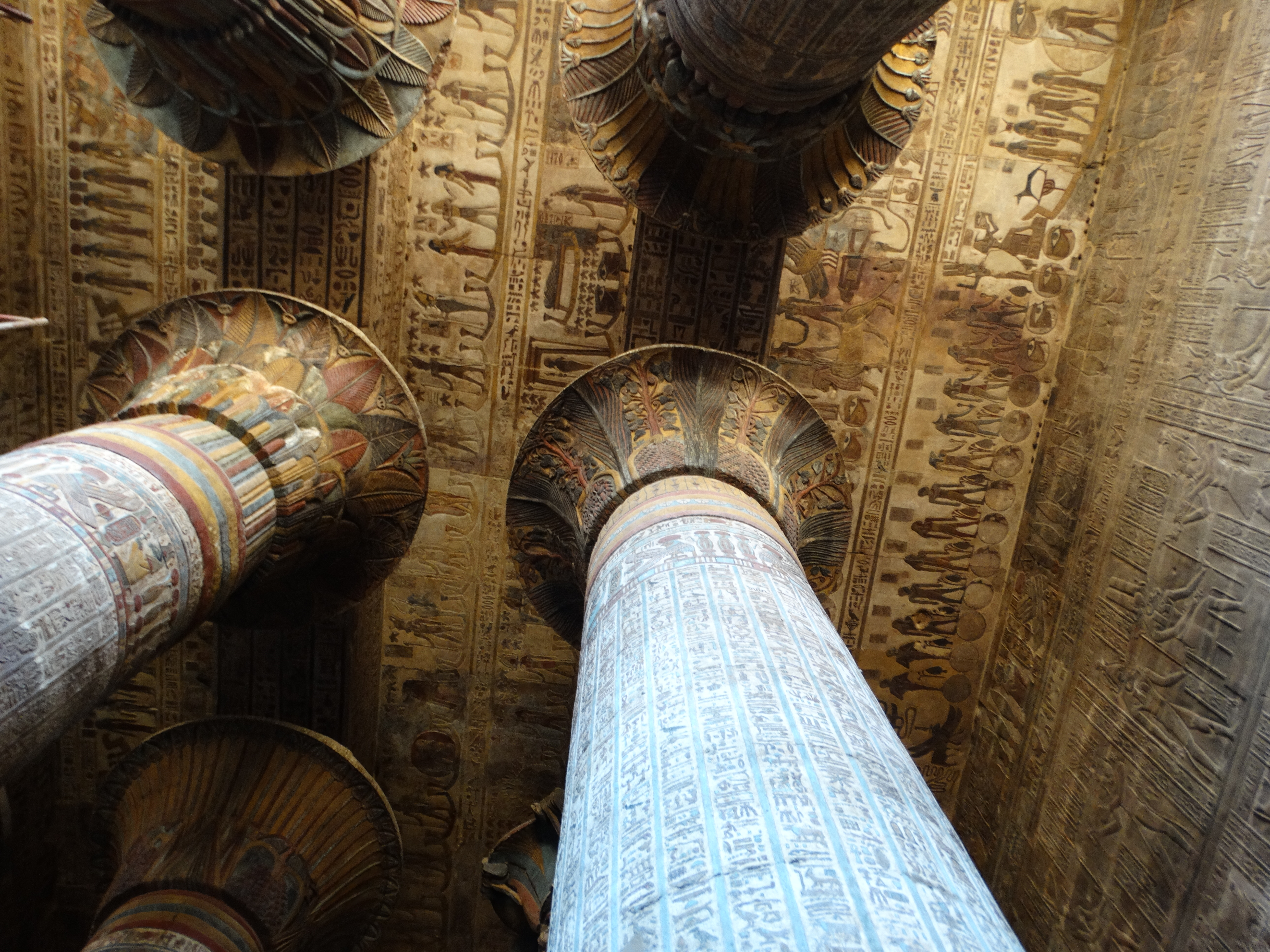
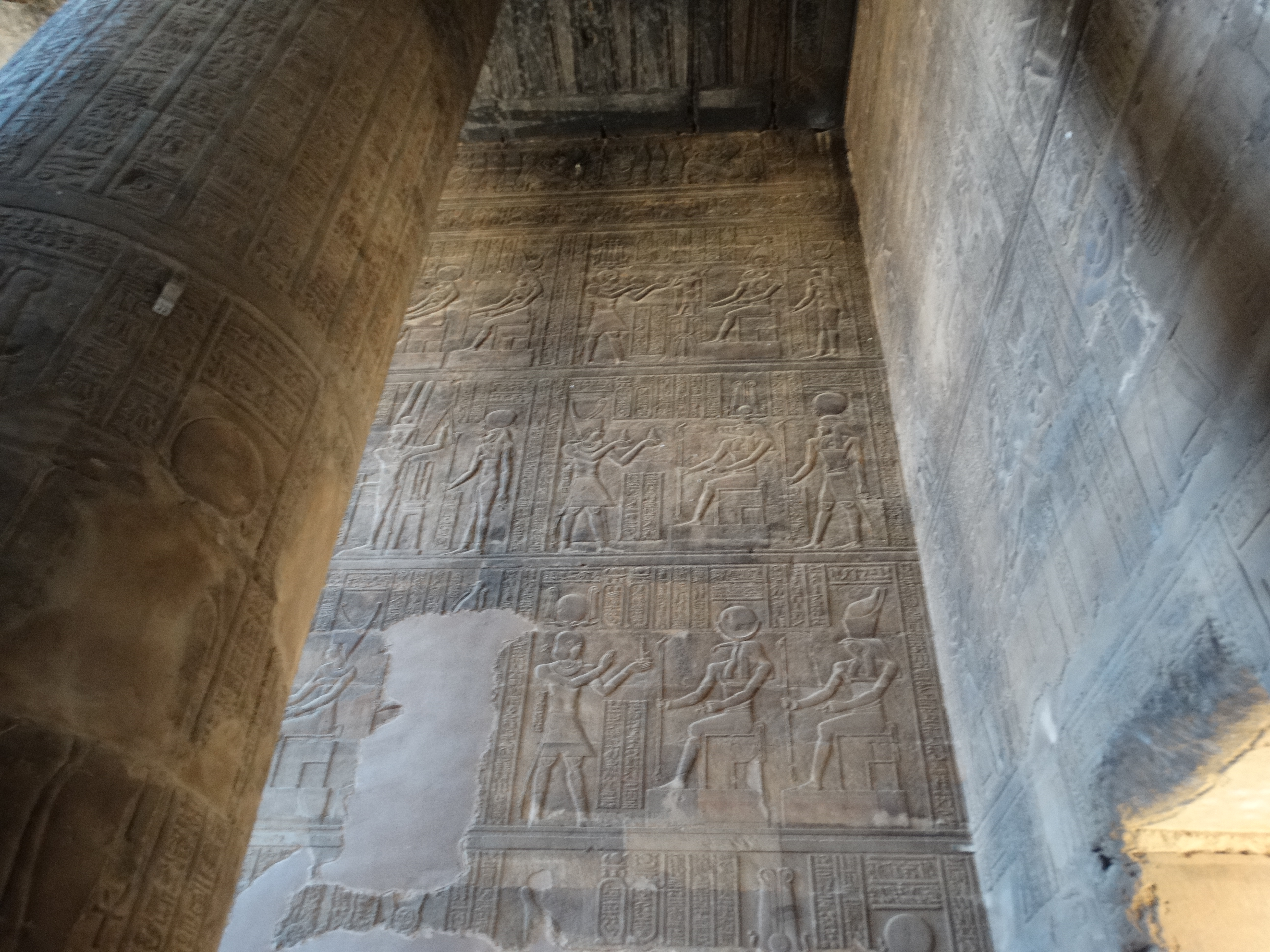